# MegaTexture
MegaTexture désigne une technique utilisée dans le cadre des jeux vidéo basée sur le id Tech 4. Mise au point par id Software avec pour leader programmeur John Carmack, cette technique a été développée pour le jeu vidéo Enemy Territory: Quake Wars développé par Splash Damage, et continue d'être maintenu dans le moteur id Tech 5 en développement.

## Buts
MegaTexture est une technique conçue pour éliminer les textures répétitives dans un environnement. La version originale de Doom III a été critiquée pour son inaptitude à gérer les paysages et les décors extérieurs. La technique MegaTexture arrange ce problème en permettant la création d'énormes scènes en extérieurs. En utilisant une seule texture massive qui couvre toute la scène en polygone et le terrain détaillé, le moteur de Doom 3 retrouve de la pêche. Il est nettement plus facile de charger une seule texture de 32 000 x 32 000 que seize textures de 4000 x 4000 dans nos ordinateurs actuels. MegaTexture permit aussi d'indiquer quel son doit être joué lorsque l'on marche sur certaines zones spécifiques du terrain. De cette façon, marcher sur la roche sonnera différemment qu'en marchant sur de l'herbe. Le résultat donnera des scènes considérablement plus détaillées que ce que permet la majorité des techniques existantes utilisant des textures répétitives.

## Avantages
« La texture où vous êtes est la même que celle au fin fond de l'horizon » confie Wedgwood. La sous-couche MegaTexture permet de paramétrer certains détails comme la tenue de routes des véhicules ou les bruits de pas, les particules à utiliser pour les explosions, etc.
Dans la plupart des jeux en 3D, les développeurs créent une géométrie pour un niveau, et après, le « peignent » avec un panel de petites textures. Au début, les textures n'étaient que visuelles, mais les nouveaux moteurs graphiques permettent d'assigner des caractéristiques à chaque texture, comme les bruits de pas. La MegaTexture peut en vérité remplir une énorme portion de niveau, tout en permettant d'appliquer une grande variété de paramètres à certaines zones selon la volonté des développeurs. « Vous pouvez conduire sur la route, qui « accroche » particulièrement, puis passer à du gravier, voir du sable et ainsi affecter le gameplay » explique Wedgwood. « Il est possible de définir la friction des véhicules et faire en sorte que certains d'entre eux tiennent mieux la route sur du sable que d'autres par exemple. Si vous êtes un espion qui s'infiltre dans le coin pour tuer les ennemis, vous serez beaucoup moins bruyant sur du sable que sur de l'asphalte. Cette technique va donc apporter de la profondeur au gameplay. »

## Défauts
Les textures répétitives et les instances des objets doivent être dupliquées, la charge en mémoire est très forte, et le sol garde un aspect flou.